# Thai League 4 2020
Die Fußballsaison 2020 in der thailändischen vierten Liga, der Thai League 4, die aus Sponsoringgründen auch als Omsin League bekannt ist, war die vierte Saison nach der Ligareform 2017.
Nach dem zweiten Spieltag wurde die Liga wegen der COVID-19-Pandemie abgebrochen.
Am 3. Oktober 2020 wurde der Spielbetrieb der Liga wieder aufgenommen. Die Liga wurde mit der Thai League 3 zusammengelegt. Die Thai Legue 3 spielt jetzt in sechs Regionen.
Die Thai League 4 wurde bis auf weiteres ausgesetzt.

## Northern Region

### Mannschaften
| Mannschaft               | Standort     | Stadion                                                    | Kapazität |
| ------------------------ | ------------ | ---------------------------------------------------------- | --------- |
| Chiangrai Lanna FC       | Chiangrai    | Chiangrai Stadium                                          |           |
| Maejo United FC          | Chiangmai    | Maejo University Stadium                                   |           |
| Nakhon Mae Sot United FC | Mae Sot      | Five Border Districts International Stadium                |           |
| Nan FC                   | Nan          | Nan Provincial Administrative Organization Stadium         | 2500      |
| Northern Tak United FC   | Tak          | Tak Provincial Administrative Organization Stadium         | 3171      |
| Phitsanulok FC           | Phitsanulok  | Phitsanulok Provincial Administrative Organization Stadium | 3066      |
| See Khwae City FC        | Nakhon Sawan | Nakhon Sawan Sports School Stadium                         | 5000      |
| Uttaradit FC             | Uttaradit    | Uttaradit Province Stadium                                 | 3245      |

### Ausländische Spieler
| Mannschaft               | Spieler 1               | Spieler 2                     | Spieler 3                                   | Spieler 4               | Ehemalige Spieler |
| ------------------------ | ----------------------- | ----------------------------- | ------------------------------------------- | ----------------------- | ----------------- |
| Chiangrai Lanna FC       |                         |                               |                                             |                         |                   |
| Maejo United FC          |                         |                               |                                             |                         |                   |
| Nakhon Mae Sot United FC | Tewidikum Tah Nivan     | Takada Yusaku                 | Ahmed Essameldin Amin Ahmed Amin Abdelwahed | Amagwe Clement Nana     |                   |
| Nan FC                   |                         |                               |                                             |                         |                   |
| Northern Tak United FC   | Camara Souleymane       | Mouty Diomande                | Toure Souleymane                            | Muhammad Obaid Khurshid |                   |
| Phitsanulok FC           | Taku Ito                | Maiga Diabate Ibrahima Saydou | Saeid Chajouei                              | Han Yun-soo             |                   |
| See Khwae City FC        | Eke Mbah                |                               |                                             |                         |                   |
| Uttaradit FC             | Diarra Junior Aboubacar | Koki Narita                   | Sere William Vieram'Boa                     | Giuberty Silva Neves    |                   |

### Tabelle
Stand: 2. April 2020
| Pl. | Verein                   | Sp. | S | U | N | Tore    | Diff. | Punkte |
| --- | ------------------------ | --- | - | - | - | ------- | ----- | ------ |
| 1.  | Phitsanulok FC           | 2   | 1 | 1 | 0 | 003:100 | +2    | 04     |
| 2.  | Uttaradit FC             | 2   | 1 | 1 | 0 | 002:100 | +1    | 04     |
| 3.  | Northern Tak United FC   | 2   | 1 | 1 | 0 | 001:000 | +1    | 04     |
| 4.  | Maejo United FC          | 2   | 0 | 2 | 0 | 002:200 | ±0    | 02     |
| 5.  | See Khwae City FC        | 2   | 0 | 2 | 0 | 000:000 | ±0    | 02     |
| 6.  | Chiangrai Lanna FC       | 2   | 0 | 1 | 1 | 002:300 | −1    | 01     |
| 7.  | Nan FC                   | 2   | 0 | 1 | 1 | 000:100 | −1    | 01     |
| 8.  | Nakhon Mae Sot United FC | 2   | 0 | 1 | 1 | 000:200 | −2    | 01     |

## North Eastern Region

### Mannschaften
| Mannschaft                  | Standort          | Stadion                                                        | Kapazität |
| --------------------------- | ----------------- | -------------------------------------------------------------- | --------- |
| Buriram United B            | Buriram           | Chang Arena                                                    | 32.600    |
| Khon Kaen Mordindang FC     | Khon Kaen         | 50th Anniversary Stadium of Khon Kaen University               | 8000      |
| Mahasarakham FC             | Maha Sarakham     | Mahasarakham Province Stadium                                  | 3000      |
| Chaiyaphum United FC        | Chaiyaphum        | Chaiyaphum Province Stadium                                    | 2564      |
| Nakhon Ratchasima United FC | Nakhon Ratchasima | Nakhonratchasima Rajabhat University Stadium                   |           |
| Nongbua Pitchaya FC B       | Nong Bua Lamphu   | Nong Bua Lamphu Province Stadium                               | 4333      |
| Sakon Nakhon FC             | Sakon Nakhon      | Sakon Nakhon Provincial Stadium                                | 1514      |
| Sisaket United FC           | Sisaket           | Sri Nakhon Lamduan Stadium                                     | 10.000    |
| Surin City FC               | Surin             | Sri Narong Stadium                                             | 11.000    |
| Surin Khong Chee Mool FC    | Surin             | Rajamangala University of Technology Isan Surin Campus Stadium |           |
| Udon United FC              | Udon Thani        | Institute of Physical Education Udon Thani Stadium             | 3500      |
| Yasothon FC                 | Yasothon          | Yasothon Province Stadium                                      | 5000      |

### Ausländische Spieler
| Mannschaft                  | Spieler 1                   | Spieler 2             | Spieler 3                   | Spieler 4     | Ehemalige Spieler |
| --------------------------- | --------------------------- | --------------------- | --------------------------- | ------------- | ----------------- |
| Khon Kaen Mordindang FC     | Tagne Djokam Boris Wilfried |                       |                             |               |                   |
| Mahasarakham FC             |                             |                       |                             |               |                   |
| Chaiyaphum United FC        | Armah Abraham Ayaa          | Joseph Quasi Amponsah | Soumah Djibril Guineenne    |               |                   |
| Nakhon Ratchasima United FC | Vinicius Silva Freitas      |                       |                             |               |                   |
| Sakon Nakhon FC             | Omae So                     | Michael Wellington    | Sall Tafsir                 | Oigawa Nozomi |                   |
| Sisaket United FC           |                             |                       |                             |               |                   |
| Surin City FC               |                             |                       |                             |               |                   |
| Surin Khong Chee Mool FC    | Miyake Kyohei               |                       |                             |               |                   |
| Udon United FC              | Shunsuke Mizutani           |                       |                             |               |                   |
| Yasothon FC                 | Emmanuel Kwesi Adu          | Diop Badara Aly       | Akonomonayong Joseph Berand |               |                   |

### Tabelle
Stand: 2. April 2020
| Pl. | Verein                      | Sp. | S | U | N | Tore    | Diff. | Punkte |
| --- | --------------------------- | --- | - | - | - | ------- | ----- | ------ |
| 1.  | Surin Khong Chee Mool FC    | 2   | 2 | 0 | 0 | 007:300 | +4    | 06     |
| 2.  | Udon United FC              | 2   | 2 | 0 | 0 | 005:300 | +2    | 06     |
| 3.  | Khon Kaen Mordindang FC     | 2   | 1 | 1 | 0 | 002:100 | +1    | 04     |
| 4.  | Nakhon Ratchasima United FC | 2   | 1 | 1 | 0 | 002:100 | +1    | 04     |
| 5.  | Buriram United B            | 1   | 1 | 0 | 0 | 002:100 | +1    | 03     |
| 6.  | Sakon Nakhon FC             | 2   | 1 | 0 | 1 | 004:400 | ±0    | 03     |
| 7.  | Nongbua Pitchaya FC B       | 2   | 0 | 2 | 0 | 001:100 | ±0    | 02     |
| 8.  | Chaiyaphum United FC        | 2   | 0 | 1 | 1 | 003:400 | −1    | 01     |
| 9.  | Mahasarakham FC             | 2   | 0 | 1 | 1 | 001:300 | −2    | 01     |
| 10. | Surin City FC               | 1   | 0 | 0 | 1 | 000:100 | −1    | 0      |
| 11. | Yasothon FC                 | 2   | 0 | 0 | 2 | 002:400 | −2    | 0      |
| 12. | Sisaket United FC           | 2   | 0 | 0 | 2 | 000:300 | −3    | 0      |

## Eastern Region

### Mannschaften
| Mannschaft                  | Standort          | Stadion                                   | Kapazität |
| --------------------------- | ----------------- | ----------------------------------------- | --------- |
| ACDC FC                     | Rayong            | Battleship Stadium                        |           |
| Bankhai United FC           | Amphoe Ban Khai   | Wai Krong Stadium                         | 1362      |
| Chanthaburi FC              | Chanthaburi       | Chanthaburi Province Stadium              | 5000      |
| Kabin United FC             | Amphoe Kabin Buri | Nomklao Maharat Stadium                   |           |
| Koh Kwang FC                | Chanthaburi       | Rambhai Barni Rajabhat University Stadium | 8800      |
| Marines Eureka FC           | Sattahip          | Navy Stadium                              | 6000      |
| Pattaya Discovery United FC | Pattaya           | Nong Prue Stadium                         | 3000      |
| Pluakdaeng United FC        | Rayong            | CK Stadium                                |           |
| Royal Thai Fleet FC         | Sattahip          | Battleship Stadium                        |           |

### Ausländische Spieler
| Mannschaft                  | Spieler 1                   | Spieler 2               | Spieler 3                            | Spieler 4      | Ehemalige Spieler |
| --------------------------- | --------------------------- | ----------------------- | ------------------------------------ | -------------- | ----------------- |
| ACDC FC                     |                             |                         |                                      |                |                   |
| Bankhai United FC           | Victor Clemente De Cliveira | Burnel Okana-Stazi      | Ishihara Makoto                      | Oumar Sanou    |                   |
| Chanthaburi FC              | Ehsan Rajabi Jalil          |                         |                                      |                |                   |
| Kabin United FC             | Mohammadreza Rokni          | Caique Freitas Ribeiro  | Rafael Lobo Pimentel Lima Dos Santos |                |                   |
| Koh Kwang FC                |                             |                         |                                      |                |                   |
| Marines Eureka FC           |                             |                         |                                      |                |                   |
| Pattaya Discovery United FC | Kourouma Mohamed            | Caio Da Conceicao Silva | Caio dos Santos                      |                |                   |
| Pluakdaeng United FC        | Mustapha Allaoui            | Alberto Moreira Gouvea  | Melvin Macharia Shashu               | Hossein Karimi |                   |
| Royal Thai Fleet FC         |                             |                         |                                      |                |                   |

### Tabelle
Stand: 2. April 2020
| Pl. | Verein                      | Sp. | S | U | N | Tore    | Diff. | Punkte |
| --- | --------------------------- | --- | - | - | - | ------- | ----- | ------ |
| 1.  | Kabin United FC             | 2   | 2 | 0 | 0 | 003:000 | +3    | 06     |
| 2.  | Bankhai United FC           | 2   | 2 | 0 | 0 | 003:100 | +2    | 06     |
| 3.  | Marines Eureka FC           | 2   | 1 | 1 | 0 | 004:300 | +1    | 04     |
| 4.  | Pluakdaeng United FC        | 2   | 1 | 0 | 1 | 004:100 | +3    | 03     |
| 5.  | Pattaya Discovery United FC | 2   | 0 | 1 | 1 | 002:300 | −1    | 01     |
| 6.  | Koh Kwang FC                | 2   | 0 | 1 | 1 | 001:200 | −1    | 01     |
| 7.  | Chanthaburi FC              | 2   | 0 | 1 | 1 | 000:200 | −2    | 01     |
| 8.  | Royal Thai Fleet FC         | 1   | 0 | 0 | 1 | 001:200 | −1    | 0      |
| 9.  | ACDC FC                     | 1   | 0 | 0 | 1 | 001:400 | −3    | 0      |

## Western Region

### Mannschaften
| Mannschaft                            | Standort        | Stadion                                              | Kapazität |
| ------------------------------------- | --------------- | ---------------------------------------------------- | --------- |
| Assumption United FC                  | Bangkok         | Assumption Thonburi School Stadium                   | 1000      |
| Chainat United FC                     | Chainat         | Nong Mamong Stadium                                  | 1000      |
| Hua Hin City FC                       | Hua Hin         | Hua Hin Municipal Stadium                            | 3000      |
| Kanjanapat FC                         | Bangkok         | Kanjanapat Arena                                     |           |
| Samut Sakhon FC B                     | Samut Sakhon    | Samut Sakhon Province Stadium                        | 3500      |
| Samut Songkhram FC                    | Samut Songkhram | Samut Songkhram Stadium                              | 6000      |
| Saraburi United FC                    | Saraburi        | Saraburi Stadium                                     | 6000      |
| Singha Golden Bells Kanchanaburi FC   | Kanchanaburi    | Kanchanaburi Province Stadium                        | 13.000    |
| Thawi Watthana Samut Sakhon United FC | Samut Sakhon    | Institute of Physical Education Samut Sakhon Stadium | 6378      |

### Ausländische Spieler
| Mannschaft                            | Spieler 1          | Spieler 2                         | Spieler 3            | Spieler 4                          | Ehemalige Spieler |
| ------------------------------------- | ------------------ | --------------------------------- | -------------------- | ---------------------------------- | ----------------- |
| Assumption United FC                  | Matsuo Keisuke     | Cho Yang-shin                     |                      |                                    |                   |
| Chainat United FC                     | Emmanuel Ikechukwu | Conde Mamoudou                    |                      |                                    |                   |
| Hua Hin City FC                       | Yun Jin-soo        | Higor Salatiel Rodrigues Da Silva | Daniel Measah        |                                    |                   |
| Kanjanapat FC                         | Miki Takeshi       | Cheick Barou Diaby                | Kone Tchangssongui   | Basam Radwan Mahmoud Mohamed Afify |                   |
| Samut Songkhram FC                    |                    |                                   |                      |                                    |                   |
| Saraburi United FC                    | Ngouafack Samuel   | Ryo Tomigahara                    | Ranieri Luiz Barbosa | Melvin Okoro Kichett               |                   |
| Singha Golden Bells Kanchanaburi FC   |                    |                                   |                      |                                    |                   |
| Thawi Watthana Samut Sakhon United FC | Hayashi Tomoya     | Camara Ibrahima Sory              | Sato Kazuki          | Masatoshi Takeshita                |                   |

### Tabelle
Stand: 2. April 2020
| Pl. | Verein                                | Sp. | S | U | N | Tore    | Diff. | Punkte |
| --- | ------------------------------------- | --- | - | - | - | ------- | ----- | ------ |
| 1.  | Assumption United FC                  | 2   | 2 | 0 | 0 | 007:400 | +3    | 06     |
| 2.  | Singha Golden Bells Kanchanaburi FC   | 2   | 2 | 0 | 0 | 004:100 | +3    | 06     |
| 3.  | Saraburi United FC                    | 2   | 1 | 1 | 0 | 003:200 | +1    | 04     |
| 4.  | Hua Hin City FC                       | 0   | 0 | 0 | 0 | 000:000 | ±0    | 0      |
| 5.  | Samut Songkhram FC                    | 1   | 1 | 0 | 0 | 001:000 | +1    | 03     |
| 6.  | Kanjanapat FC                         | 2   | 0 | 1 | 1 | 002:300 | −1    | 01     |
| 7.  | Chainat United FC                     | 2   | 0 | 1 | 1 | 000:200 | −2    | 01     |
| 8.  | Samut Sakhon FC B                     | 2   | 0 | 0 | 2 | 002:400 | −2    | 0      |
| 9.  | Thawi Watthana Samut Sakhon United FC | 1   | 0 | 0 | 1 | 002:400 | −2    | 0      |

## Bangkok Metropolitan Region

### Mannschaften
| Mannschaft               | Standort              | Stadion                                                     | Kapazität |
| ------------------------ | --------------------- | ----------------------------------------------------------- | --------- |
| Bangkok United B         | Pathum Thani          | Thammasat Stadium                                           | 20.000    |
| Grakcu Sai Mai United FC | Sai Mai               | Grakcu Sai Mai Stadium                                      |           |
| Prime Bangkok FC         | Bangkok               | Ramkhamhaeng University Stadium                             | 6000      |
| Muangthong United B      | Pak Kret              | SCG Stadium                                                 | 15.000    |
| Police Tero FC B         | Lak Si                | Boonyachinda Stadium                                        | 3550      |
| Royal Thai Air Force FC  | Bangkok               | Thupatemi Stadium                                           | 25.000    |
| Royal Thai Army FC       | Bangkok               | Nakhon Nayok Provincial Administrative Organization Stadium | 2406      |
| Samut Prakan FC          | Amphoe Bang Sao Thong | Samut Prakarn SAT Stadium                                   | 5100      |
| Samut Prakan City FC B   | Samut Prakan          | Samut Prakarn SAT Stadium5100                               | 5100      |
| Siam FC                  | Amphoe Thanyaburi     | Nonthaburi Province Stadium                                 | 10.000    |
| Rangsit United FC        | Amphoe Thanyaburi     | Queen Sirikit 60th Anniversary Stadium                      | 5000      |
| Thonburi University FC   | Nong Khaem            | Thonburi University Stadium                                 | 1500      |
| Muangnont Bankunmae FC   | Ayutthaya             | Senabodee Stadium                                           | 2500      |

### Ausländische Spieler
| Mannschaft               | Spieler 1                         | Spieler 2          | Spieler 3                        | Spieler 4                        | Ehemalige Spieler |
| ------------------------ | --------------------------------- | ------------------ | -------------------------------- | -------------------------------- | ----------------- |
| Grakcu Sai Mai United FC | Ali Mohammadi                     | Ozor Enoch         | Salehi Tolchegah Soheil          |                                  |                   |
| Prime Bangkok FC         |                                   |                    |                                  |                                  |                   |
| Royal Thai Air Force FC  | Chiba Ginjiro                     |                    |                                  |                                  |                   |
| Royal Thai Army FC       |                                   |                    |                                  |                                  |                   |
| Samut Prakan FC          | Sajjad Ghasem Nezhad              | Nico Bergold       | Jordan Raymond Nobiraki          | Roddy Jossephe Zambrano Marcillo |                   |
| Siam FC                  | Dennis Borketey Bortieer          | Oascar Plapa       | Amirali Chegini                  | Meysam Aboofazeli                |                   |
| Rangsit United FC        | Jonathan Ricardo Ezequiel Cardozo | Jaebin Shim        | Abdelrahman Manmoud Amin Elsayed | Sarfo Otis Adjei                 |                   |
| Thonburi University FC   | Thiago Elias Do Nascimento Silva  | Joseph Louis Kissi |                                  |                                  |                   |
| Muangnont Bankunmae FC   | Anar Babayev                      | Kim Doh-yeon       | Kamil Huseynov                   | Lim Do-hyum                      |                   |

### Tabelle
Stand: 2. April 2020
| Pl. | Verein                   | Sp. | S | U | N | Tore    | Diff. | Punkte |
| --- | ------------------------ | --- | - | - | - | ------- | ----- | ------ |
| 1.  | Samut Prakan FC          | 2   | 1 | 1 | 0 | 002:000 | +2    | 04     |
| 2.  | Royal Thai Army FC       | 2   | 1 | 1 | 0 | 003:200 | +1    | 04     |
| 3.  | Bangkok United B         | 2   | 1 | 1 | 0 | 003:200 | +1    | 04     |
| 4.  | Muangthong United B      | 2   | 1 | 1 | 0 | 003:200 | +1    | 04     |
| 5.  | Rangsit United FC        | 2   | 1 | 1 | 0 | 002:100 | +1    | 04     |
| 6.  | Grakcu Sai Mai United FC | 2   | 1 | 1 | 0 | 001:000 | +1    | 04     |
| 7.  | Port FC B                | 2   | 1 | 0 | 1 | 003:100 | +2    | 03     |
| 8.  | Samut Prakan City FC B   | 2   | 1 | 0 | 1 | 002:100 | +1    | 03     |
| 9.  | Thonburi University FC   | 2   | 1 | 0 | 1 | 002:100 | +1    | 03     |
| 10. | Police Tero FC B         | 2   | 1 | 0 | 1 | 002:300 | −1    | 03     |
| 11. | Siam FC                  | 2   | 0 | 1 | 1 | 002:300 | −1    | 01     |
| 12. | Royal Thai Air Force FC  | 2   | 0 | 1 | 1 | 001:200 | −1    | 01     |
| 13. | Muangnont Bankunmae FC   | 2   | 0 | 0 | 2 | 001:400 | −3    | 0      |
| 14. | Prime Bangkok FC         | 2   | 0 | 0 | 2 | 000:500 | −5    | 0      |

## Southern Region

### Mannschaften
| Mannschaft          | Standort        | Stadion                                              | Kapazität |
| ------------------- | --------------- | ---------------------------------------------------- | --------- |
| Hatyai City FC      | Hat Yai         | Southern Major City Stadium                          |           |
| Jalor City FC       | Yala            | Yala City Municipality Stadium                       | 3000      |
| Patong City FC      | Phuket          | Surakul Stadium                                      | 15.000    |
| Phattalung FC       | Phatthalung     | Phatthalung Province Stadium                         | 4021      |
| Satun United FC     | Satun           | Satun Provincial Administrative Organization Stadium | 5000      |
| Songkhla FC         | Songkhla        | Tinsulanon Stadium                                   | 20.000    |
| Surat Thani FC      | Surat Thani     | Surat Thani Province Stadium                         | 10.000    |
| Surat Thani City FC | Amphoe Wiang Sa | Ban Song Municipality Stadium                        |           |

### Ausländische Spieler
| Mannschaft          | Spieler 1                        | Spieler 2                     | Spieler 3                          | Spieler 4                     | Ehemalige Spieler |
| ------------------- | -------------------------------- | ----------------------------- | ---------------------------------- | ----------------------------- | ----------------- |
| Hatyai City FC      | Amir Mohammad Karamdar           | Saw Naing Moe Aung            | Hajouei Mahdi Mohammad             |                               |                   |
| Jalor City FC       |                                  |                               |                                    |                               |                   |
| Patong City FC      | Kyaw Phyo Wai                    | Takouloufa Azzeddine          |                                    |                               |                   |
| Phattalung FC       | Nika Kobauri                     | Shogo Nakamura                | Eikichi Fujikawa                   |                               |                   |
| Satun United FC     | Stam Mamadou Diabate             |                               |                                    |                               |                   |
| Songkhla FC         | Marlon Henrique Brandao Da Dilva | Ippei Shimizu                 | Deyvison Fernandes De Oliveira     | Darlan Martins Benvindo       |                   |
| Surat Thani FC      | Afrough Ali Shirmohammad         | Yaida Ryo                     | Mohammad Rafie Milad Sasani Nezhad | Lucas Massaro Garcia Gama     |                   |
| Surat Thani City FC | Shuya Akamatsu                   | Pedro Augusto Silva Rodrigues | Eiman Kaabi                        | Toloba Aremu Kassim Mouyidine |                   |

### Tabelle
Stand: 2. April 2020
| Pl. | Verein              | Sp. | S | U | N | Tore    | Diff. | Punkte |
| --- | ------------------- | --- | - | - | - | ------- | ----- | ------ |
| 1.  | Jalor City FC       | 2   | 1 | 1 | 0 | 002:000 | +2    | 04     |
| 2.  | Surat Thani FC      | 2   | 1 | 1 | 0 | 002:100 | +1    | 04     |
| 3.  | Hatyai City FC      | 2   | 1 | 0 | 1 | 003:200 | +1    | 03     |
| 4.  | Satun United FC     | 2   | 1 | 0 | 1 | 002:100 | +1    | 03     |
| 5.  | Surat Thani City FC | 2   | 1 | 0 | 1 | 001:200 | −1    | 03     |
| 6.  | Songkhla FC         | 2   | 0 | 2 | 0 | 001:100 | ±0    | 02     |
| 7.  | Patong City FC      | 2   | 0 | 1 | 1 | 001:300 | −2    | 01     |
| 8.  | Phattalung FC       | 2   | 0 | 1 | 1 | 000:200 | −2    | 01     |